# Bombón (canción)
«Bombón» es una canción y el sexto y último sencillo de la cantante mexicana Fey de su álbum homónimo publicado en diciembre del año 1995, la canción fue compuesta por Gian Pietro Felissati junto con José Ramón Flórez.

## Información de la canción
«Bombón» es la canción que abre el disco homónimo de Fey, contiene frases en francés como "Je t'aime" (te amo), "oh, mon chérie" (oh, mi amor) y "oh, mon petit" (oh, mi pequeño), cuenta con bases bubblegum pop y eurodance. La canción esta disponiible en CD y también está incluida en su CD de karaoke Canta con Fey en 1996.

## Desempeño y promoción
La canción se vuelve como máxima posiciòn al 9 en México, pero sería el único país en donde se posiciona en una lista ya que no llegaría a los demás países latinoamericanos porque opacabá el sencillo «Me enamoro de ti», solo se promociona por radio ya que no tiene video.

## Listas (1996)
| Listas (1996) | Posición más alta |
| ------------- | ----------------- |
| México TopTen | 9                 |